# 恆星密度
恆星密度是單位體積內恆星的平均數。它類似於恆星質量密度，即單位體積內的總太陽質量（MSun）。通常，天文學家用來描述恆星密度的體積通常是是秒差距的立方（pc3）。
在太陽鄰域中，這個值可以通過對附近恆星的量測，結合對可能忽略的黯淡恆星數量的估計來確定。太陽附近的真實恆星密度估計為每立方光年0.004顆恆星，或0.14顆 pc−3。當與恆星質量的估計相結合時，這產生的質量密度估計為4×10−24 g/cm3或每立方秒差距0.059太陽質量。密度估計值隨空間變化，密度在銀河平面外的方向迅速下降。
銀河系內恆星密度最高的位置是球狀星團的中心核心和內部。球狀星團的典型質量密度是70 MSun pc−3，約為太陽附近質量密度的500倍。在太陽附近，星團的恆星密度必須大於0.08 MSun pc−3，以避免潮汐破壞。